# Метод Фолля
Метод Фолля (нім. Elektroakupunktur nach Voll, EAV) — метод експрес-діагностики в альтернативній (нетрадиційній) медицині, званий іноді електропунктурним, який використовує для встановлення діагнозу результати вимірювання електричного опору шкіри в певних точках пальців рук і ніг.
З точки зору сучасної доказової медицини, у нього відсутні діагностичні можливості і стійкі результати клінічних досліджень. Не маючи наукових основ, він не приймається науковою спільнотою.

## Загальні відомості
Метод розроблений в Німеччині доктором Рейнхольдом Фоллем в 1958 році. По суті, є комбінацією акупунктури і застосування гальванометра.

## Основні положення
Метод заснований на вимірюванні провідності біологічно активних точок (БАТ) при подразненні їх слабким постійним струмом. Допустима сила струму становить 5—20 мкА, напруга 1,5—2 В, час впливу 4—7 с.

## Ставлення до методу у світовому співтоваристві
У США використання методу заборонено, а спроби імпорту електропунктурних пристроїв переслідуються по закону.
В Росії в кінці 90-х починають публікуватися методичні рекомендації щодо застосування електропунктурної діагностики.
У 2000-х і 2010-х роках в Росії іноді знаходили застосування пристрої («Імедіс», «Ліра-100»), які реалізують метод Фолля. Їх використовували, в тому числі, в шахрайстві з тестуванням на наркотики, дискредитувало саму ідею масового тестування і створювало умови для корупції.